# Gare de Labouheyre
Gare de Labouheyre – stacja kolejowa w Labouheyre, w departamencie Landy, w regionie Nowa Akwitania, we Francji.
Jest stacją Société nationale des chemins de fer français (SNCF), obsługiwaną przez pociągi TER Aquitaine.